# اوله اسکویرا
اوله اسکویرا (اوکراینی: Олег Сквіра؛ زادهٔ ۲۳ ژوئن ۲۰۰۰) بازیکن فوتبال اهل اوکراین است.